# Пампільйоза (футбольний клуб)
«Пампільйоза» (порт. Futebol Clube da Pampilhosa) — футбольна команда, яка базується у парафії Пампільйоза, Португалія. Клуб був заснований 10 червня 1930 року. ФК «Пампільйоза» є філією №6 футбольного клубу «Порту».